# Näbbrocka
Näbbrocka (Leucoraja fullonica) är en rocka som finns i östra Atlanten från norra Norge och Island till Marocko. Den kallas även gökrocka.

## Utseende
Näbbrockan är en rocka med brungul till grågul ovansida och vit undersida. Nosen är lång och näbbformad; längs ryggen har den en rad med hudtänder, och på stjärtens ovansida löper två rader hudtänder. Hanen kan bli upp till 120 cm lång, honan omkring 110 cm. Maxvikt är 20 kg.

## Vanor
En bottenfisk som föredrar blandbotten på ett djup mellan 30 och 400 m, i de södra delarna av utbredningsområdet upp till 550 m; dock går den sällan särskilt djupt i Medelhavet. Den uppehåller sig främst på de yttre delarna av kontinentalsockeln och går inte gärna in på allt för grunt vatten (som södra Nordsjön). Födan består av olika bottendjur, främst fisk.

### Fortplantning
Som alla rockor har näbbrockan indre befruktning. Efter parningen, som sker på sensommaren, lägger honan äggen ett och ett inneslutna i en ljusgul, genomskinlig äggkapsel på 5 * 9 cm.

## Utbredning
Näbbrockan finns i östra Atlanten från Murmansk och södra Island, via Färöarna, norska kusten, norra Nordsjön och västra Brittiska öarna till västra Medelhavet (mycket sällsynt), Madeira och norra Marocko. Går sällsynt in i Skagerack, men fortplantar sig inte i Sverige.

## Status
Näbbrockan är klassificerad som nära hotad ("NT") av IUCN och beståndet minskar. Främsta hotet är överfiskning; den tas i hög grad som bifångst vid annat fiske.